# Andrzej Jaraczewski

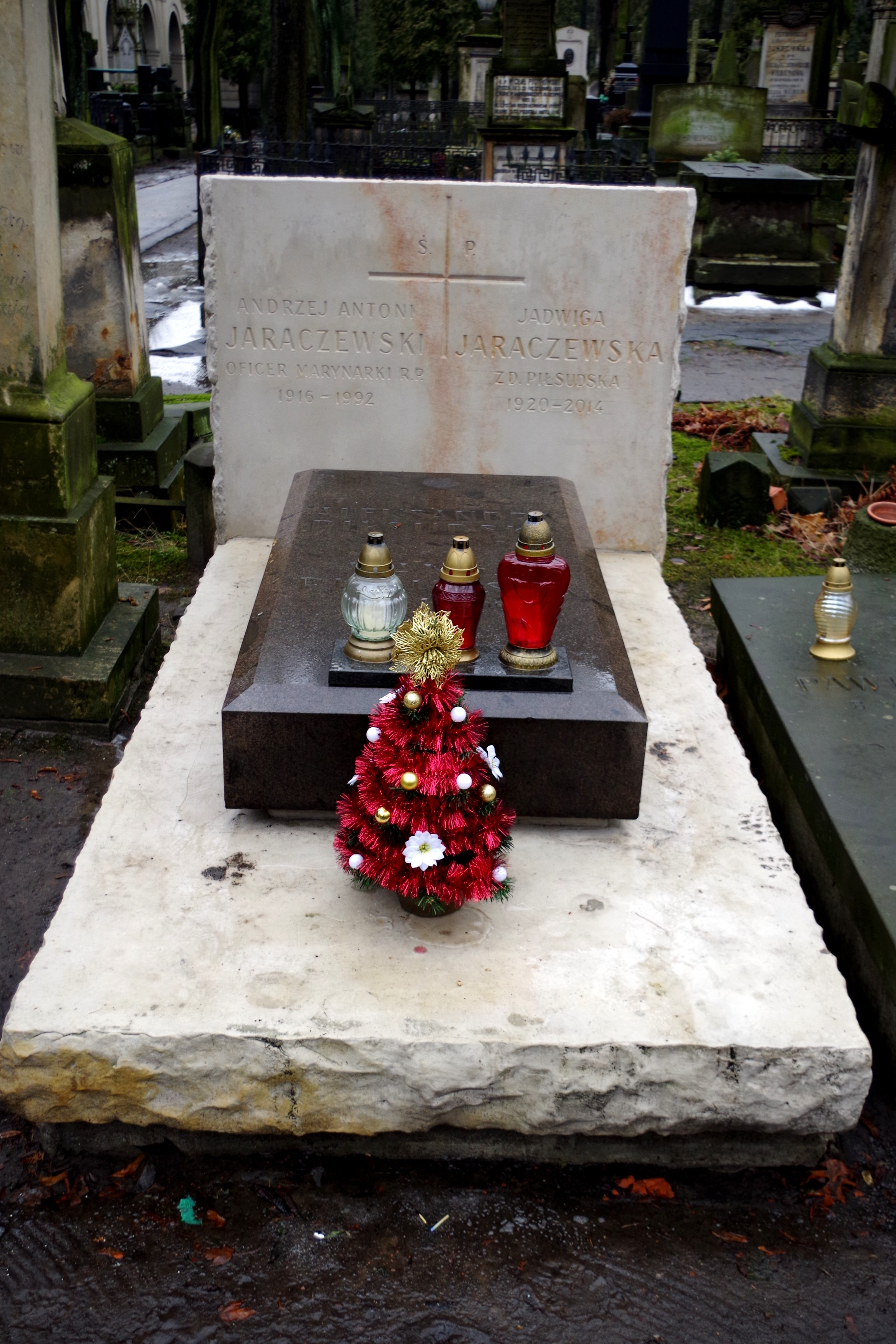
Grób Aleksandry, Jadwigi i Wandy Piłsudskich oraz kapitana Andrzeja Jaraczewskiego na cmentarzu Powązkowskim w Warszawie

Andrzej Antoni Jaraczewski (ur. 8 listopada 1916 w Warszawie, zm. 18 października 1992 w Wilanowie) – kapitan Marynarki Wojennej RP. Podczas II wojny światowej był między innymi dowódcą polskich ścigaczy walczących na kanale La Manche.

## Historia
Urodził się w 1916 roku w rodzinie ziemiańskiej w Wielkopolsce, jako syn Marii (zm. 1954) oraz Hieronima Krzysztofa Jaraczewskich. 
Ukończył Gimnazjum Humanistyczne w Warszawie. Od lipca 1935 roku uczył się w  Szkole Podchorążych Marynarki Wojennej w Toruniu. Po jej ukończeniu mianowany został podporucznikiem marynarki ze starszeństwem z dniem 1 października 1938 roku i 3. lokatą w korpusie morskim. Od maja do grudnia 1939 roku był oficerem wachtowym na niszczycielu ORP „Burza”, który został ewakuowany w sierpniu  przed wybuchem II wojny światowej do Wielkiej Brytanii. 11 lipca 1940 roku został mianowany dowódcą ścigacza S-3 (brytyjskie oznaczenie: MGB 45), który został wcielony do 3 flotylli ścigaczy (późniejsza nazwa: 3 flotylla ścigaczy artyleryjskich), której zadaniem były patrole i zwalczanie niemieckich okrętów w rejonie kanału La Manche. Podczas jego remontu między 18 grudnia 1940 a marcem 1941 roku ppor. Jaraczewski służył na niszczycielu ORP „Garland”. 3 maja 1941 roku awansował na stopień porucznika marynarki. Podczas patrolu 17 czerwca 1941 roku, S-3 został uszkodzony na skale, po czym por. Jaraczewski został ukarany naganą za nadmierną szybkość we mgle. W trakcie remontu, 26 września 1941 roku dowództwo okrętu przejął ppor. mar. Maciej Bocheński. Od 17 września 1941 do stycznia 1941 służył jako oficer broni podwodnej na okręcie podwodnym  ORP „Wilk”. W styczniu 1942 roku na kilkanaście dni objął dowództwo ścigacza S-1 (brytyjskie oznaczenie: MGB 48), należącego również do 3 flotylli ścigaczy artyleryjskich. od 12 stycznia do września 1942 roku por. Jaraczewski był pełniącym obowiązki oficera nawigacyjnego niszczyciela ORP „Błyskawica”, a następnie do czerwca 1943 roku był oficerem nawigacyjnym niszczyciela „Garland”. Od 25 kwietnia 1944 roku był oficerem nawigacyjnym na niszczycielu eskortowym ORP „Krakowiak”. Por. Jaraczewski 30 lipca 1944 roku objął dowodzenie ścigacza torpedowego S-7 wchodzącego w skład 8 Flotylli Kutrów Torpedowych, gdzie służył do 15 października 1945 roku. 3 maja 1945 roku awansował na stopień kapitana marynarki. Po kapitulacji Niemiec kpt. Jaraczewski uczestniczył w operacji Pledge, przejmując poddające się niemieckie U-Booty. Przyjął w imieniu władz polskich pierwszą kapitulację niemieckiego U-boota, U-249 (ze strony brytyjskiej zrobił to kmdr ppor. N. B. Weir).
Jeszcze w czasie wojny, w 1944 roku ożenił się z córką marszałka Józefa Piłsudskiego por. Jadwigą Piłsudską, która była pilotem rozprowadzającym samoloty w brytyjskich Królewskich Siłach Powietrznych. Od 1946 do kwietnia 1949 roku był w Polskim Korpusie Przysposobienia i Rozmieszczenia. Po wojnie został w Anglii na emigracji, gdzie m.in. prowadził z żoną firmę zajmującą się elementami dekoracyjnymi, głównie z kutego żelaza. Jako marynarz w stanie spoczynku wziął udział w obchodach srebrnego jubileuszu królowej Elżbiety II w 1977 roku płynąc wraz z żoną na pokładzie ścigacza S-3 przebudowanego na jacht motorowy w czasie parady Thames River Pageant po Tamizie. W 1990 roku powrócił z emigracji do Polski i osiadł w Warszawie.
Z małżeństwa z Jadwigą Piłsudską ma dwoje dzieci: Krzysztofa oraz Joannę.
Zmarł 18 października 1992 roku w Wilanowie. Pochowany w jednym grobowcu wraz ze szwagierką Wandą oraz teściową Aleksandrą Piłsudską na Cmentarzu Powązkowskim (grób 6-5-29).

## Ordery i odznaczenia
- Krzyż Walecznych[4]
- Medal Morski – trzykrotnie[4]

## Genealogia
| Praprapradziadkowie | Jaraczewski ∞ N.N. | Jaraczewski ∞ N.N. | Ignacy Konopnicki ∞ Tekla Potocka | Kacper Pągowski ∞ Agnieszka Chrząszczewska | Falęcki ∞ N.N. | N.N. ∞ N.N. | Przyłubski ∞ N.N. | N.N. ∞ N.N. | N.N. ∞ N.N. | N.N. ∞ N.N. | N.N. ∞ N.N. | N.N. ∞ N.N. | N.N. ∞ N.N. | N.N. ∞ N.N. | N.N. ∞ N.N. | N.N. ∞ N.N. |
| Prapradziadkowie    | Nikodem Jaraczewski (1777-?) ∞ Maria Jaraczewska (1787-?) | Nikodem Jaraczewski (1777-?) ∞ Maria Jaraczewska (1787-?) | Wawrzyniec Konopnicki ∞ Katarzyna Pągowska | Wawrzyniec Konopnicki ∞ Katarzyna Pągowska | Falęcki ∞ N.N. | Falęcki ∞ N.N. | Przyłubski ∞ N.N. | Przyłubski ∞ N.N. | N.N. ∞ N.N. | N.N. ∞ N.N. | N.N. ∞ N.N. | N.N. ∞ N.N. | N.N. ∞ N.N. | N.N. ∞ N.N. | N.N. ∞ N.N. | N.N. ∞ N.N. |
| Pradziadkowie       | Seweryn Jaraczewski (1823 Tokary–1891 Połaniec) 1.Hortensja Gałczyńska de domo Zielińska (1812-1867) ∞ 2.Amelia Helena Konopnicka (1836-?) primo voto Bolesław Korycki | Seweryn Jaraczewski (1823 Tokary–1891 Połaniec) 1.Hortensja Gałczyńska de domo Zielińska (1812-1867) ∞ 2.Amelia Helena Konopnicka (1836-?) primo voto Bolesław Korycki | Seweryn Jaraczewski (1823 Tokary–1891 Połaniec) 1.Hortensja Gałczyńska de domo Zielińska (1812-1867) ∞ 2.Amelia Helena Konopnicka (1836-?) primo voto Bolesław Korycki | Seweryn Jaraczewski (1823 Tokary–1891 Połaniec) 1.Hortensja Gałczyńska de domo Zielińska (1812-1867) ∞ 2.Amelia Helena Konopnicka (1836-?) primo voto Bolesław Korycki | Henryk Falęcki ∞1869 Matylda Konstancja Przyłubska                                                                             | Henryk Falęcki ∞1869 Matylda Konstancja Przyłubska                                                                             | Henryk Falęcki ∞1869 Matylda Konstancja Przyłubska                                                                             | Henryk Falęcki ∞1869 Matylda Konstancja Przyłubska                                                                             | N.N. ∞ N.N. | N.N. ∞ N.N. | N.N. ∞ N.N. | N.N. ∞ N.N. | N.N. ∞ N.N. | N.N. ∞ N.N. | N.N. ∞ N.N. | N.N. ∞ N.N. |
|                     | Antoni Jaraczewski (1869-1939 Warszawa,poch.Powązki) 1.Alicja Leszczyc- Falęcka 2.Helena Zaborska(1883-1958)                                                           | | | | | | | | | | | | | | | |
| Rodzice             | z 1 go małżeństwa Hieronim Krzysztof Adam Jaraczewski (1896-1926)poch.Powązki ∞ MariaTeodozja Zaborska (1885-1954)poch.Powązki                                         | z 1 go małżeństwa Hieronim Krzysztof Adam Jaraczewski (1896-1926)poch.Powązki ∞ MariaTeodozja Zaborska (1885-1954)poch.Powązki                                         | z 1 go małżeństwa Hieronim Krzysztof Adam Jaraczewski (1896-1926)poch.Powązki ∞ MariaTeodozja Zaborska (1885-1954)poch.Powązki                                         | z 1 go małżeństwa Hieronim Krzysztof Adam Jaraczewski (1896-1926)poch.Powązki ∞ MariaTeodozja Zaborska (1885-1954)poch.Powązki                                         | z 1 go małżeństwa Hieronim Krzysztof Adam Jaraczewski (1896-1926)poch.Powązki ∞ MariaTeodozja Zaborska (1885-1954)poch.Powązki | z 1 go małżeństwa Hieronim Krzysztof Adam Jaraczewski (1896-1926)poch.Powązki ∞ MariaTeodozja Zaborska (1885-1954)poch.Powązki | z 1 go małżeństwa Hieronim Krzysztof Adam Jaraczewski (1896-1926)poch.Powązki ∞ MariaTeodozja Zaborska (1885-1954)poch.Powązki | z 1 go małżeństwa Hieronim Krzysztof Adam Jaraczewski (1896-1926)poch.Powązki ∞ MariaTeodozja Zaborska (1885-1954)poch.Powązki | z 1 go małżeństwa Hieronim Krzysztof Adam Jaraczewski (1896-1926)poch.Powązki ∞ MariaTeodozja Zaborska (1885-1954)poch.Powązki | z 1 go małżeństwa Hieronim Krzysztof Adam Jaraczewski (1896-1926)poch.Powązki ∞ MariaTeodozja Zaborska (1885-1954)poch.Powązki | z 1 go małżeństwa Hieronim Krzysztof Adam Jaraczewski (1896-1926)poch.Powązki ∞ MariaTeodozja Zaborska (1885-1954)poch.Powązki | z 1 go małżeństwa Hieronim Krzysztof Adam Jaraczewski (1896-1926)poch.Powązki ∞ MariaTeodozja Zaborska (1885-1954)poch.Powązki | z 1 go małżeństwa Hieronim Krzysztof Adam Jaraczewski (1896-1926)poch.Powązki ∞ MariaTeodozja Zaborska (1885-1954)poch.Powązki | z 1 go małżeństwa Hieronim Krzysztof Adam Jaraczewski (1896-1926)poch.Powązki ∞ MariaTeodozja Zaborska (1885-1954)poch.Powązki | z 1 go małżeństwa Hieronim Krzysztof Adam Jaraczewski (1896-1926)poch.Powązki ∞ MariaTeodozja Zaborska (1885-1954)poch.Powązki | z 1 go małżeństwa Hieronim Krzysztof Adam Jaraczewski (1896-1926)poch.Powązki ∞ MariaTeodozja Zaborska (1885-1954)poch.Powązki |
|                     | Andrzej Antoni Jaraczewski (1916-1992) | | | | | | | | | | | | | | | |